# Umbrele strămoșilor uitați (film)
Umbrele strămoșilor uitați (în ucraineană Тіні забутих предків, transliterat: Tini zabutîh predkiv) este un film sovietic din 1965 regizat de cineastul Serghei Paradjanov după nuvela clasică a scriitorului ucrainean Mihailo Koțiubinski. Acest film a fost prima operă cinematografică majoră a lui Paradjanov și i-a adus o recunoaștere internațională pentru utilizarea bogată a costumelor și culorilor. Filmul realizează, de asemenea, o prezentare detaliată a culturii huțule ucrainene, arătând nu numai mediul carpatic aspru și rivalitățile brutale între familii, ci și diferite aspecte (dialectul vorbit, costume, muzică) ale tradițiilor huțule.
Filmul a fost produs de Studioul cinematografic „Oleksandr Dovjenko” din Kiev. Filmările au avut loc în satul Krîvorivnea (raionul Verhovîna, regiunea Ivano-Frankivsk), unde a fost scrisă povestirea lui Koțiubinski. Casele ce apar în film sunt casele sătenilor. A avut parte de succes comercial, fiind vizionat de 6,5 milioane de spectatori în cinematografele din Uniunea Sovietică.

## Rezumat
Acțiunea filmului se petrece într-un mic sat huțul din Munții Carpați într-un timp necunoscut, probabil la începutul secolului al XX-lea. Țăranii huțuli Petro Paliciuk și Onufrii Huteniuk se iau la bătaie după ce ies din biserică, iar Onufrii îl ucide pe Petro. Sângele inundă ecranul, precum și umbra unor cai roșii în galop. În ciuda dușmăniei existente între familiile lor, Ivan, fiul lui Petro, se împrietenește cu Maricika, fiica celui care i-a ucis tatăl, iar relația lor se transformă mai târziu în dragoste. Cei doi tineri decid să se căsătorească, iar Ivan pleacă din sat pentru a munci și a câștiga bani pentru o gospodărie, rugând-o pe Maricika să-l aștepte. Fata nu mai are însă răbdare să-l aștepte și pleacă în căutarea iubitului ei, alunecând accidental într-un râu și înecându-se în timp ce încerca să salveze un miel pierdut. 
Ivan se întoarce și cade în disperare după ce vede trupul fără viață al Maricikăi. El continuă să muncească, fără a mai simți vreo bucurie, până când întâlnește o altă femeie, Palagna, în timp ce potcovea un cal. Ivan și Palagna se căsătoresc într-o nuntă tradițională huțulă în care cei doi sunt legați la ochi și puși împreună în același jug. Fericirea celor doi este însă de scurtă durată, deoarece cei doi soți nu au copii, iar Ivan rămâne obsedat de amintirea Maricikăi. Înstrăinându-se de soțul ei distant, Palagna cedează farmecelor vrăjitorului Iura, în timp ce Ivan începe să aibă tot mai des halucinații.
Într-o cârciumă, Ivan îl observă pe vrăjitor cum o îmbrățișează pe Palagna și-l lovește pe unul dintre prietenii săi. Într-un gest de furie, el apucă toporul, dar este doborât de rivalul său. Ivan iese din cârciumă și pornește împleticindu-se spre pădurea din apropiere, unde observă spiritul Maricikăi cum se reflectă în apă și apoi alunecă printre copaci. În timp ce realitatea pare că se dizolvă într-un vis, umbra lipsită de culoare a Maricikăi se îndreaptă către Ivan, atingând mâna întinsă a acestuia. Ivan țipă și moare. Satul îi face o înmormântare tradițională în stil huțul în timp ce copiii privesc prin ferestre cu mâinile încrucișate pe piept.

## Distribuție
- Ivan Mîkolaiciuk — Ivan Paliciuk,[3] un tânăr țăran huțul îndrăgostit încă din copilărie de Maricika (menționat Ivan Mikolaiciuk)[3]
- Larisa Kadocinikova — Maricika Huteniuk,[3] fiica unui om bogat care l-a ucis pe tatăl lui Ivan
- Igor Dziura — Ivan în copilărie[3]
- Valentina Glinko[4] — Maricika în copilărie (menționată V. Glianko)[3]
- Tatiana Bestaeva — Palagna,[3] femeia care se căsătorește cu Ivan
- Spartak Bagașvili — Iurko Malfara,[3] vrăjitorul care o ademenește pe Palagna
- Mîkola Hrînko — ciobanul Vatag (menționat Nikolai Grinko)[3]
- Leonid Enghibarov — Miko, un huțul mut[3]
- Nina Alisova — mama lui Ivan[3]
- Oleksandr Gai — Petro Paliciuk, tatăl lui Ivan (menționat Aleksandr Gai)[3]
- Neonila Hnepovska — Paraska Huteniuk, mama Maricikăi (menționată Neonila Gnepovskaia)[3]
- Oleksandr Raidanov — Onufrii Huteniuk, tatăl Maricikăi (menționat Aleksandr Raidanov)[3]
- Stanislav Pazenko (nemenționat)[3]
- Anna Ceabaniuk — tânără mireasă prințesă (nemenționată)[3]
- Suren Paradjanov (nemenționat)[3]

### Dublaj de voce
- Natalia Kandîba — mama lui Ivan[3]

Apar ca figuranți în film mai mulți săteni din Krîvorivnea (raionul Verhovîna, regiunea Ivano-Frankivsk), unde a avut loc filmarea. Ei cântă cântece populare și prezintă tradițiile reale din zona lor.

## Structură

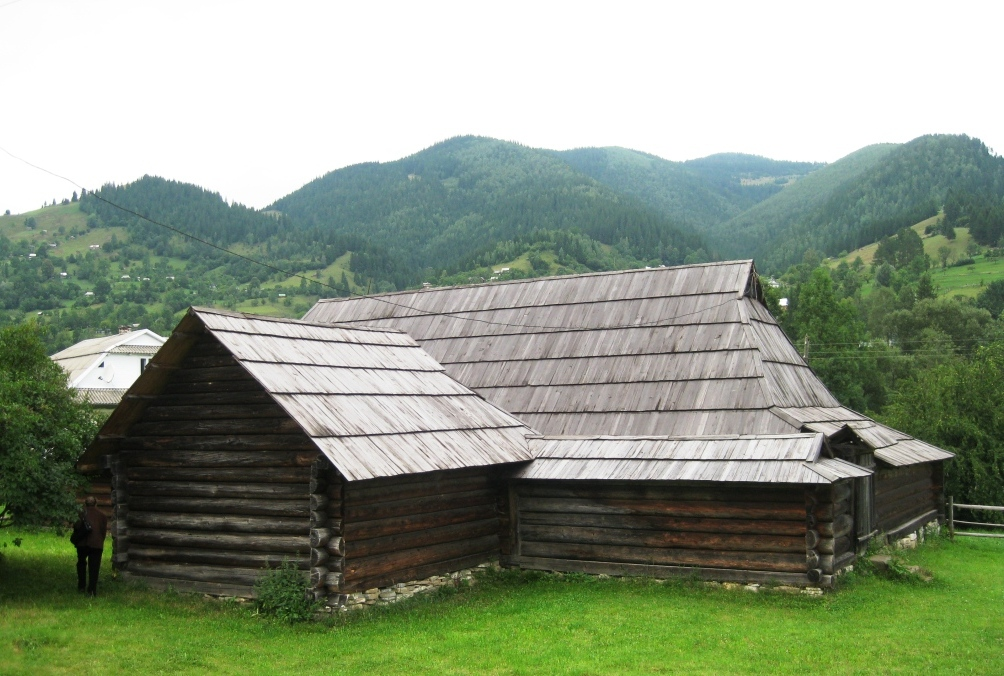
Gospodărie tradițională din Krîvorivnea, unde s-au filmat câteva secvențe din film.

Filmul este împărțit în douăsprezece capitole ca și lunile anului. Titlurile capitolelor apar scrise cu litere chirilice roșii pe fond negru. Numai ultimul capitol (Pietà) este scris cu litere latine albe pe fond negru:
- Carpații, uitați de Dumnezeu și de oameni, țara huțulilor.
- Ivan și Maricika.
- Câmpia.
- Singurătate.
- Mâine, primăvara.
- Ivan și Palagna.
- Viața de zi cu zi.
- Crăciun.
- Vrăjitorul.
- Cârciuma.
- Moartea lui Ivan.
- Pietà.

## Producție
Artist multilateral cu înclinații către muzică și pictură, regizorul de origine armeană Serghei Paradjanov (1924-1990) s-a supus politicii oficiale în primii ani ai carierei sale cinematografice și a creat filme cu subiecte parțial realist-socialiste. Filmul Umbrele strămoșilor uitați a reprezentat pentru Paradjanov o distanțare de realismul socialist și o evidențiere a sa ca un cineast original și vizionar. Regizorul Serghei Paradjanov a mărturisit că a fost fascinat de nuvela lui Koțiubinski, atunci când a citit-o, dorindu-și să o ecranizeze. „M-am îndrăgostit de povestirea lui Mihailo Koțiubinski pentru simțul naturii, al frumosului, al armoniei și al nemărginirii pe care îl degajă.” Rolul masculin principal a fost distribuit actorului ucrainean Ivan Mîkolaiciuk (1941–1987), care se născuse într-un sat din nordul Bucovinei și era în acea vreme student la Institutul Național de Teatru, Cinematografie și Televiziune „Ivan Karpovîci Karpenko-Karîi” din Kiev. Mîkolaiciuk debutase în cinematografie încă din perioada studenției cu rolul poetului Taras Șevcenko din filmul Visul (Сон, 1964) al lui Volodîmîr Denîsenko.
Filmările s-au desfășurat în cursul anului 1964, sub coordonarea directorului de imagine Iuri Illienko⁠(d), care s-a reprofilat ulterior ca regizor. S-a filmat în satul Krîvorivnea (raionul Verhovîna, regiunea Ivano-Frankivsk), dar și pe platourile Studioului cinematografic „Oleksandr Dovjenko” din Kiev.
Ca urmare a faptului că acțiunea filmului are loc la sfârșitul secolului al XIX-lea și începutul secolului al XX-lea, costumele populare folosite în film au fost împrumutate de la localnicii huțuli bătrâni care încă mai păstrau în cufere haine din tinerețea lor, dar aceste haine erau tot mai puține deoarece pătrunderea civilizației în zonele cele mai îndepărtate ale Carpaților Ucraineni a făcut ca tradițiile populare huțule să dispară și vestimentația tradițională să fie înlocuită cu una modernă.

## Teme
Umbrele strămoșilor uitați, filmul definitoriu al cinematografiei poetice ucrainene, a fost primul film sovietic care a făcut cunoscut mediul ucrainean pitoresc din Munții Carpați și a contribuit astfel la formarea percepției de regiune exotică, „uitată de Dumnezeu și de oameni”. Imaginea mediului ucrainean carpatic s-a extins apoi asupra întregii Ucraine de Vest, pe care presa a început să o descrie ca un loc „unde [este o – n.n.] natură unică, dură și frumoasă și unde oamenii trăiesc sub legi vechi și noi, la fel de unici în identitatea lor” și în care „durerea pare să se fi instalat ferm în acest colț, pierdut în munți...”. În mintea cetățenilor sovietici s-a instaurat astfel imaginea unei regiuni înapoiate, care a început să fie modernizată abia după anexarea ei de Uniunea Sovietică, precum și mitologia soldaților sovietici „eliberatori” care au adus aici puterea sovietică și au făcut ca „zorii unei noi vieți” să răsară în localitățile aflate până atunci sub stăpânirea unor state coloniale.
Filmul conține numeroase simboluri, utilizând frecvent imagini cu origine religioasă și folclorică precum cruci, miei, morminte și duhuri. Culoarea este folosită pentru a reda stările de spirit ale personajului principal, având valențe psihologice. Astfel, albul zăpezii predomină în secvența ce prezintă prima întâlnire dintre copiii Ivan și Maricika, această culoare sugerând inocența lor. Secvențele ce descriu iubirea adolescentină sunt dominate de verdele primăvăratic al naturii, în timp ce în perioada de doliu a lui Ivan imaginea filmului devine alb-negru sau cu nuanțe sepia. Culoarea revine după întâlnirea lui Ivan cu Palagna, dar începe să se estompeze și să fie tot mai cenușie, reflectând căsnicia nefericită a celor doi. Moartea lui Ivan pare să se petreacă într-un univers suprarealist pictat în roșu și albastru.
Analizând toate aceste simboluri, criticul și istoricul de film britanic David A. Cook scria că „povestea lui Parajanov operează nu la nivel narativ, ci mitologic, arhetipal, ea însăși fiind un arhetip al vieții. Tinerețea evoluează ciclic de la inocență la experiență și apoi la solitudine și moarte. Aceasta este „umbra strămoșilor noștri uitați”: motivul arhetipal care depășește și transcende identitatea individuală.”

## Lansare
Umbrele strămoșilor uitați a fost lansat în anul 1965 în Uniunea Sovietică și s-a bucurat de o popularitate considerabilă în rândul cinefililor sovietici, fiind vizionat  de 6,5 milioane de spectatori în cinematografele din Uniunea Sovietică. La momentul lansării sale, stilul filmului a contrastat cu producțiile cinematografice sovietice realist-socialiste, iar, din acest motiv, autoritățile sovietice au atacat filmul, reproșându-i „decadența și exprimarea vizuală excesivă”.
Paradjanov a refuzat să refacă filmul, iar din acest motiv a fost trecut pe lista neagră a cineaștilor sovietici supuși unei cenzuri drastice. El a fost exilat în Armenia și nu a mai putut să creeze timp de câțiva ani, iar mai apoi, în 1974, a fost arestat și trimis într-un lagăr de muncă forțată, unde a rămas patru ani.
O vizionare a acestui film a avut loc, de asemenea, în stagiunea 1990–1991 a Cinematecii Române.

## Recepție

### Aprecieri critice
Umbrele strămoșilor uitați a fost foarte bine primit în străinătate și a fost considerat încă de la momentul premierei sale drept o capodoperă a cinematografiei sovietice de valoarea celor produse de Serghei Eisenstein și Oleksandr Dovjenko. Criticii de film au remarcat faptul că filmul transmite dragostea de viață, dar și înțelegerea pentru suferința, iubirile și căderile oamenilor, evidențiind calitățile sale poetice în care povestea devine doar un pretext care permite punerea în valoare a imaginației artistice. Criticul și istoricul de film britanic David Thomson l-a considerat în lucrarea de referință The New Biographical Dictionary of Film (1975; ed. a VI-a, 2014) „o evocare uluitor de frumoasă a vieții rurale din secolul al XIX-lea”.
Enciclopedia cinematografică germană Lexikon des internationalen Films descrie astfel acest film: „O veche legendă a huțulilor, care adaptează motivul Romeo și Julieta, este împletită cu folclorul bogat și straniu al acestui popor de păstori din Munții Carpați. Camera, care se scaldă în cascade de culori, reînvie un trecut primordial mistic în toată frumusețea sa sălbatică.”.

### Premii
Filmul a obținut Marele Premiu al Festivalului Internațional de Film de la Mar del Plata (Argentina, 1965), o medalie de aur la Festivalul Internațional de Film de la Salonic (Grecia, 1966) și Premiul special al juriului la Festivalul Unional de Film de la Kiev (RSS Ucraineană, 1966).

## Moștenire

### Rol în cultură
În 2013, formația folk americană „A Hawk and a Hacksaw⁠(d)” a lansat un album-concept intitulat „You have Already Gone to the Other World”, cu subtitlul „Music inspired by Paradjanov’s Shadows of Forgotten Ancestors” (din engleză „Muzică inspirată de Umbrele strămoșilor uitați a lui Paradjanov”). Albumul a fost compus drept „coloană sonoră alternativă” a ecranizării. Formația prezentase cântecele de pe acest album și înainte de lansarea lui, în timpul unui turneu în Regatul Unit, Portugalia, Italia, Elveția ș.a., inclusiv în timpul rulării filmului în Statele Unite.